# Aplidium lebedi
Aplidium lebedi är en sjöpungsart som beskrevs av Sanamyan 1998 . Aplidium lebedi ingår i släktet Aplidium och familjen klumpsjöpungar. Inga underarter finns listade i Catalogue of Life.